# نیروی هوایی ملی آنگولا
نیروی هوایی ملی آنگولا (انگلیسی: National Air Force of Angola) نیروی هوایی زیرمجموعه نیروهای مسلح آنگولا است، که فعالیت خود را از سال ۱۹۷۶ آغاز کرد.